# Efstratios Delarof
Efstratios Delarof  (griechisch Ευστράτιος Ντελάρωφ, russisch Евстратий Иванович Деларов Jewstrati Iwanowitsch Delarow; * 2. Dezemberjul. / 13. Dezember 1744greg. in Epirus; † 20. Februarjul. / 3. März 1808greg. in St. Petersburg) war ein osmanisch-russischer Kapitän und Forschungsreisender griechischer Herkunft.

## Leben
Delarof kam als junger Mann nach Russland und ließ sich im Süden in der griechischen Kolonie in Neschin nieder.
Delarof gehörte 1764 zur Mannschaft des Linienschiffs St. Peter und Paul, das unter dem Kommando Iwan Maximowitsch Solowjows zu den Aleuten-Inseln fuhr. Dort war Delarof an dem Angriff Solowjows auf die Inseln Umnak und Unalaska beteiligt. Der Angriff war eine Vergeltungsaktion für den Aufstand der Aleuten 1762 auf den Fuchsinseln, bei dem vier russische Linienschiffe und einige Handelsstationen an Land angegriffen und über 300 Russen getötet worden waren.
Delarof stand dann im Dienst der Kompagnie der Brüder Panow, für die er viele Fahrten von dem Hafen der Insel Unga aus unternahm, so dass der Hafen lange als Delarof-Hafen oder Greko-Delarowskoje bekannt war. 1781–1786 führten er und zwei weitere Kapitäne von Unga aus Erkundigungsfahrten in den Prinz-William-Sund durch.
Delarof erwarb sich den Ruf eines hervorragenden Kapitäns und wurde Mitbesitzer einiger Handelsschiffe für das Pelzgewerbe. Der Unternehmer Grigori Schelichow lernte ihn in Irkutsk kennen und machte ihn zum Hauptverwalter seiner Einrichtungen an der Drei-Heiligen-Bucht der Kodiak-Insel. Delarof kam 1787 an Bord des Linienschiffs Drei Heilige unter dem Kommando Gerassim Ismailows  zur Kodiak-Insel.
Delarof war nun auch Hauptverwalter der Schelichow-Golikow-Kompagnie (seit 1799 Russländisch-Amerikanische Kompagnie) bis 1791, als ihm Alexander Baranow nachfolgte. Später wurde Delarof Partner Schelichows
Delarof gründete 1787 auf der Kodiak-Insel an der Küste der Schelichow-Straße gegenüber dem Festland einen Außenposten. Er schickte Jagdtrupps in die Auferstehungsbucht der Kenai-Halbinsel, wo später der Außenposten Alexandrowskaja gegründet wurde (heute Seldovia). 1788 fuhr eine spanische Expedition unter der Führung von Gonzalo López de Haro und Esteban José Martínez nach Alaska, um die russischen Aktivitäten zu erkunden. Haro entdeckte die Schelichow-Siedlung an der Drei-Heiligen-Bucht auf der Kodiak-Insel und traf sich mit Delarof, der ihm in übertriebener Weise die russischen Ansiedlungen schilderte. Auf Unalaska traf Hora aber statt der behaupteten 102 Russen nur den Russen Potap Saikow und Aleuten an.
Als 1799 die Russländisch-Amerikanische Kompagnie gegründet wurde, ließ sich Delarof in St. Petersburg nieder und war Mitglied des Direktoriums der Kompagnie.
Delarof starb am 3. März 1808 in St. Petersburg und wurde auf dem lutherischen Teil des Smolensker Friedhofs begraben.
Der Geologe Pjotr Doroschin vermerkte in seinen Notizen, dass die Tschugatsch-Sugpiaq der Kenai-Halbinsel Delarof gegenüber den Russen den Griechen nannten, aber unter sich den Wütenden.
Delarofs Namen tragen die Delarof Islands und der Delarof Harbor auf Unga,